# Myśliczek górski
Myśliczek górski (Stenus gracilipes) – gatunek chrząszcza z rodziny kusakowatych i podrodziny myśliczków (Steninae).
Gatunek ten został opisany w 1857 roku przez Ernsta Gustava Kraatza.
Chrząszcz o ciele długości od 4 do 4,5 mm, z wierzchu porośniętym wyraźnym, acz delikatnym, białym lub bladożółtym owłosieniem. Przedplecze oraz jednobarwne pokrywy są punktowane delikatnie i równomiernie. Na środku przedplecza brak jest podłużnej bruzdy. Początkowe tergity odwłoka pozbawione są listewek pośrodku części nasadowych. Co najmniej cztery pierwsze tergity mają boczne brzegi odgraniczone szerokimi bruzdami. Odnóża są całkiem czarne lub, rzadziej, z żółtoczerwonymi stopami. Smukłe tylne stopy prawie dorównują długością goleniom. Od podobnego Stenus fossulatus wyróżnia się smuklejszym ciałem i słabiej wklęśniętym czołem.
Owad palearktyczny, znany z Alp Wschodnich, Sudetów, Karpat oraz gór Bośni i Hercegowiny. W Polsce notowany w górach i na niektórych pogórzach. Zasiedla żwirowate i piaszczyste brzegi rzek i potoków.